# Paul Anka
Paul Anka (Ottawa, Kanada, 30. srpnja 1941.) je poznati kanadski pjevač i skladatelj, koji je od 1990. postao naturalizirani američki državljanin. Njegova pjesma Diana iz 1957. godine bila je svjetski hit, a Paul Anka jedna od prvih poslijeratnih tinejdžerskih zvijezda.

## Životopis
Paul Anka rođen je u obitelji libanonskog podrijetla, njegov otac bio je vlasnik poznatog restorana u Ottawi 
Već kao mali pjeva u crkvenom zboru antiohijske crkve i uzima satove klavira.
Anka je snimio svoj prvi singl I Confess u dobi od 14 godina. Potom se 1957. odvažuje i odlazi u New York, na audiciju kod Don Coste poznatog glazbenog producenta iz televizijske kuće ABC, pjeva mu vlastitu skladbu Diana. Za tu pjesmu su mnogi mislili da ju napisao iz ljubavi prema svojoj odgojateljici. Međutim je Paul tek 2005., objasnio da se radi o djevojci iz njegove crkve, koju je jedva poznavao.Bilo kako bilo, pjesma Diana donijela je Paul Anki planetarni uspjeh odmah je postala #1 u Kanadi, Americi i Britaniji.
Nakon Diane uslijedili su hitovi poput; You Are My Destiny, Lonely Boy, Put Your Head On My Shoulder i Puppy Love. Za karijeru Paul Anke bio je izuzetno važan prijateljski odnos pun obostranog poštovanja koji je uspostavio s Don Costom koji je dobar dio njegovih uspješnica majstorski orkestrirao i aranžirao. Paul Anka postao je velika tinejdžerska zvijezda ranih 1960-ih, potom je interes za njega počeo padati. Pjevao je i na Festivalu Sanremo 1964. i 1968., potom se Paul Anka prebacio u skladateljske vode. U originalu, francuska pjesma Comme d'habitude ("Kao obično", glazba Claude François i Jacques Revaux, stihovi Claude François i Gilles Thibaut) prvo je postala poznata u Francuskoj u izvedbi Claude Françoisa, ali je hit, i besmrtni evergreen, postala kao baš kao My Way u izvedbi Franka Sinatre, a za koju je tekst napisao upravo Paul Anka, i potom su je izvele i druge pjevačke zvijezde; Mireille Mathieu, Nina Simone, Elvis Presley, Sid Vicious, Nina Hagen, kao i brojni drugi pjevači.
Za Toma Jonesa (koji također izvodi "My Way"), Paul Anka je 1971. skladao veliki hit "She's A Lady". 
2005. Paul Anka objavio je Rock Swings, na toj ploči izveo je neke već klasične rock uspješnice poput Van Halenove Jump i Nirvanine Smells Like Teen Spirit u swing maniri.
U kolovozu 2007. objavio je u povodu 50 godina svoje karijere CD pod nazivom Classic song - My Way.
- Paul Anka, za zasluge u umjetnosti nagrađen je visokim francuskim odlikovanjem  L'Ordre des Arts et des Lettres .

## Diskografija
- Diana, 1957.
- You are my destiny, 1958.
- Crazy love, 1958.
- My heart sings, 1958.
- Lonely boy, 1959.
- Put your head on my shoulder, 1959.
- It's time to cry, 1959.
- Puppy love, 1960.
- My home town, 1960.
- Summer's gone, 1960.
- The story of my love, 1961.
- Tonight my love tonight, 1961.
- Kissin' on the Phone, 1961.
- Cinderella, 1961.
- Dance on little girl, 1961.
- Love me warm and tender, 1962.
- Can I murcle the time, 1962.
- A steel guitar & a glass of wine, 1962.
- Having my baby, 1974.
- One man one woman, 1974.
- I don't like to sleep alone, 1975.
- Times of your life, 1975.
- This is it, 2009.

## Vanjske poveznice
- Službene stranice Paul Anke (engl.)